# Guidan Amoumoune
Guidan Amoumoune es una comuna rural del departamento de Mayahi de la región de Maradi, en Níger. En diciembre de 2012 presentaba una población censada de 88 199 habitantes.
Se ubica en el Sahel y su economía se basa en la agricultura, la ganadería y el comercio. Perteneció a Gobir hasta la llegada de los franceses a finales del siglo XIX. El Unicef ha construido aquí varios graneros para mejorar la seguridad alimentaria y ha invertido en la construcción y equipamiento de las escuelas locales.
Se encuentra situada en el centro-sur del país, cerca de la frontera con Nigeria. Se ubica unos 50 km al noroeste de Mayahi.